# Site archéologique du Poste-de-Traite-de-l'Ashuapmushuan
Le site archéologique du Poste-de-Traite-de-l'Ashuapmushuan, aussi appelé poste de traite de l'Ashuapmushuan et site archéologique Ashuapmushuan, est un établissement patrimonial dans la municipalité du Lac-Ashuapmushuan construit vers 1700.

## Voir plus